# Ван Гао
Ван Гао (спрощ.: 王浩; піньїнь: Wang Hao; нар. 16 серпня 1989) — китайський легкоатлет, яка спеціалізувався на спортивній ходьбі.

## Спортивні досягнення
Фінішував 4-м в олімпійському зах́оді з шосейної ходьби на 20 кілометрів (2008).
Чемпіон світу з шосейної ходьби на 20 кілометрів (2009). Посів 8-е місце з шосейної ходьби на 20 кілометрів на чемпіонаті світу в Тегу (2011).
Переможець в особистому заліку Кубка світу з шосейної ходьби на 20 кілометрів (2010). Фінішував 24-м в особистому заліку Кубка світу з шосейної ходьби на 20 кілометрів в Саранську (2012).
Дворазовий переможець в командному заліку Кубків світу з шосейної ходьби на 20 кілометрів (2010, 2012).
Чемпіон Китаю з шосейної ходьби на 20 кілометрів (2007).
Переможець Китайських національних ігор з шосейної ходьби на 20 кілометрів (2009).